# Disappearer
Disappearer je druhý singl americké rockové skupiny Sonic Youth k albu Goo. Byl vydán v roce 1990. Režie videoklipu ke stejnojmenné písni se ujal Todd Haynes.

## Seznam skladeb
1. Disappearer
2. Disappearer (jiná verze)
3. That's All I Know (Right Now)
4. Dirty Boots